# Marco Ballini
Marco Ballini (thailändisch มาร์โก บัลลินี, * 12. Juni 1998 in Bologna) ist ein thailändisch-italienischer Fußballspieler.

## Karriere

### Verein
Marco Ballini erlernte das Fußballspielen in der Jugendmannschaft des ehemaligen Serie-A-Clubs AC Cesena in Cesena, (Italien). Seine erste Station war Alfonsine FC 1921, einem Verein aus Italien der in der Serie D spielte. 2018 wechselte er in die Heimat der Mutter und unterschrieb einen Vertrag beim thailändischen Verein Chainat Hornbill FC. Chainat spielte in der ersten Liga, der Thai League und ist in Chainat beheimatet. Mitte 2019 wechselte er nach Pak Kret zum Ligakonkurrenten Muangthong United. Für den Erstligisten stand er 15-mal in der Liga auf dem Spielfeld. Anfang Juli 2022 wechselte er nach Chiangrai zum ebenfalls in der ersten Liga spielenden Chiangrai United. Für den Verein aus Chiangrai bestritt er 23 Ligaspiele. Hierbei erzielte er einen Treffer. Im Sommer 2024 wechselte er zum ebenfalls in der ersten Liga spielenden BG Pathum United FC. Hier bestritt er 15 Ligaspiele. Nach einer Spielzeit wechselte er im Sommer 2025 auf Leihbasis zu seinem ehemaligen Verein Chiangrai United.

### Nationalmannschaft
Von 2018 bis 2019 absolvierte Marco Ballini elf Partien für diverse thailändische Jugendnationalmannschaften. Mit der U-22-Auswahl nahm er im Februar 2019 an der Südostasienmeisterschaft in Kambodscha teil und erreichte dort den 2. Platz. Am 11. Oktober 2018 stand der Verteidiger erstmals im Aufgebot der A-Nationalmannschaft Thailands beim Testspiel gegen Hongkong (1:0), wurde jedoch von Trainer Milovan Rajevac nicht eingesetzt.

## Sonstiges
Marco Ballini ist der Sohn eines Italieners und einer Thailänderin.